# Ira Tapé
Ira Tapé, né le 4 avril 1997 à Abobo, est un footballeur ivoirien, qui joue au poste de gardien de but au TS Galaxy Football Club.

## Biographie

### En club
Après être passé par la Société omnisports de l'Armée, il rejoint le FC San-Pédro qu'il quitte en 2022. Avec le club, il dispute la Coupe de la confédération lors de quatre saisons consécutions de 2018 à 2021.
En 2023, il quitte le Bahir Dar Kenema pour rejoindre le Hadiya Hossana.
À l'été 2024, Ira Tapé signe un contrat de deux saisons avec le TS Galaxy Football Club.

### En sélection
Ira Tapé participe aux Jeux olympiques 2020 avec la Côte d'Ivoire. Les Éléphants sont éliminés en quarts de finale par l'Espagne, et Tapé participe aux quatre matchs de la compétition.
En septembre 2022, il est sélectionné en équipe A par Jean-Louis Gasset, mais ne joue pas de rencontre.